# Shining (banda noruega)
Shining es una banda noruega de avant-garde metal fundada en 1999 por el vocalista, guitarrista y saxofonista Jørgen Munkeby, el batería Torstein Lofthus, el teclista Morten Qvenild y el bajista Aslak Hartberg en Oslo. Aunque el grupo comenzó su carrera como un cuarteto de jazz fusión con el tiempo fueron cambiando su estilo hacia el rock progresivo y el avant-garde metal. Tras algunos cambios en su formación, la banda actual está formada por Munkeby, el guitarrista Håkon Sagen, el teclista Eirik Tovsrud Knutsen y el batería Tobias Ørnes Andersen. En 2012 ganaron su primer premio Spellemann en la categoría innovador del año.

## Miembros
Actuales
- Jørgen Munkeby – saxophone (1999–present), flute, clarinet (1999-2007), guitar (2004–present), lead vocals (2010–present)
- Håkon Sagen – guitar (2010–present)
- Eirik Tovsrud Knutsen - keyboards, synthesizer (2014–present)
- Tobias Ørnes Andersen - drums (2014-present)

Anteriores
- Morten Qvenild – piano (1999-2004), keyboards, synthesizers (2004)
- Aslak Hartberg – double bass (1999–2005), bass guitar (2004-2005)
- Andreas Hessen Schei – keyboards, synthesizers (2005–2006)
- Morten Strøm – bass guitar (2005–2008)
- Andreas Ulvo – keyboards, synthesizers (2007–2008)
- Even Helte Hermansen – guitar (2007–2010)
- Bernt Moen – keyboards, synthesizers (2008–2012)
- Knut Løchsen - keyboards, synthesizers (2012-2014)
- Torstein Lofthus – drums (1999–2014)
- Tor Egil Kreken – bass guitar (2008–2015)

## Discografía
- 2001: Where the Ragged People Go
- 2003: Sweet Shanghai Devil
- 2005: In the Kingdom of Kitsch You Will Be a Monster
- 2007: Grindstone
- 2010: Blackjazz
- 2011: Live Blackjazz
- 2013: One One One
- 2015: International Blackjazz Society
- 2018: Animal